# 十一屋町
十一屋町（じゅういちやまち）は、石川県金沢市の町名。丁目を持たない単独町名であり、全域で住居表示実施済み。郵便番号は921-8106。旧加賀国石川郡富樫郷十一屋村、同郡野村字十一屋。

## 概要
十一屋町は、若草町、法島町、寺町、平和町に囲まれている。

## 町名の由来
昔、加賀国石川郡富樫郷泉野村の農民が出作り小屋を建てて、今の十一屋町の辺りを開墾したところ、しだいに戸数が増えて部落を成し、地黃煎村のように泉野新百姓といわれるまでになった。その戸数が11軒あったので、十一屋と呼ばれた。
また、参考文献によれば、元和8年に百姓衆11人が藩の政策で屋敷地1人に三百歩を拝領した。

## 沿革
- 1622年（元和8年）- 十一屋村ができる[6]。
- 1655年（明暦元年）- 泉野村領となる[6]。
- 江戸期 - 加賀国石川郡富樫郷十一屋村が存在。米丸組所属。加賀藩領。
- 1871年8月29日（明治4年7月14日） - 廃藩置県により金沢県の管轄となる。
- 1872年3月10日（明治5年2月2日） - 金沢県が改称して石川県となる。
- 1889年（明治22年）4月1日 - 町村制施行により、野村発足。同村の字十一屋となる。
- 1925年（大正14年）4月1日 - 野村が金沢市に編入され、同市十一屋町となる。
- 1963年（昭和38年）6月1日 - 住居表示実施により、十一屋町・法島町・野田寺町一丁目の各一部をもって（新）十一屋町が成立[7]。（旧）十一屋町の残部が法島町・寺町・若草町の一部となる。

## 小・中学校の学区
市立小・中学校に通う場合、学区は以下のとおりとなる。
| 街区        | 番号        | 小学校               | 中学校             |
| ----------- | ----------- | -------------------- | ------------------ |
| 1番 - 10番  | 全号        | 金沢市立十一屋小学校 | 金沢市立野田中学校 |
| 11番        | 7号 - 20号  | 金沢市立十一屋小学校 | 金沢市立野田中学校 |
| 12番        | 6号 - 26号  | 金沢市立十一屋小学校 | 金沢市立野田中学校 |
| 13番 - 16番 | 全号        | 金沢市立十一屋小学校 | 金沢市立野田中学校 |
| 11番        | 1号 - 6号   | 金沢市立泉野小学校   | 金沢市立野田中学校 |
| 11番        | 21号 - 33号 | 金沢市立泉野小学校   | 金沢市立野田中学校 |
| 12番        | 1号 - 5号   | 金沢市立泉野小学校   | 金沢市立野田中学校 |
| 12番        | 27号 - 33号 | 金沢市立泉野小学校   | 金沢市立野田中学校 |

## 施設
- 金沢市立十一屋小学校
- 金沢市十一屋生きがい交流館（金沢市老人福祉センター万寿苑の分館）

## 交通

### 道路
- 石川県道144号別所野町線

### バス
- 北鉄バス（北陸鉄道・北鉄金沢バス・北鉄白山バス）　十一屋バス停